# Síndrome do imobilismo
A Síndrome do imobilismo  é o conjunto de sinais e sintomas relacionados a mobilidade, manifestos pelas disfunções orgânicas geradas devido a redução de nutrientes e oxigênio, carreáveis pelo sistema cardiovascular, cujo potencial funcional tem influencia direta do nível de atividade física
Esta síndrome tem sido mais frequentemente estudada em geriatria, onde com o avançar da idade, há redução dos estímulos a movimentação ativa, o que pode, por consequência, reduzir as funções das diversas células do organismo, uma vez que menos oxigênio e nutrientes tendem a ser distribuídos com a hipofunção do sistema cardiovascular e respiratório. Fato este desacelerado nos idosos que realizam uma atividade física regular. Esta síndrome também tem sido observada em doenças agudas graves, que muitas vezes levam os pacientes à necessidade de cuidados intensivos e a ficarem restritos ao leito por dias e, em alguns casos, têm a necessidade de utilizarem sedativos e drogas que paralisam a musculatura enquanto estão sob o uso de uma ventilação mecânica. Todavia, a redução do uso da musculatura por dias irá requerer uma menor função do sistema cardiovascular, uma vez que o sistema musculoesquelético é um grande consumidor de oxigênio e nutrientes para manter suas funções, desta forma, uma função reduzida no sistema musculoesquelético tende a reduzir a função do sistema cardiovascular. Com a demanda reduzida e hipofunção do sistema cardiovascular, um menor aporte de oxigênio e nutrientes também ocorrerá para as demais células do organismo, podendo ser um fator desencadeante de início de novas disfunções em outros órgãos e sistemas. 
De forma semelhante, doenças crônicas também podem e tendem a manifestar diferentes níveis de gravidade desta síndrome, uma vez que a manifestação de sintomas da doença ou mesmo os eventos adversos do tratamento utilizado podem levar a redução da mobilidade e, de forma semelhante aos casos agudos, reduzir a demanda e função do sistema cardiovascular e consequentemente afetar a função de órgãos e sistemas devido a redução de substratos para uma adequada homeostase da célula e de todo organismo. 
Em oposição a esta síndrome temos os efeitos da prática regular de atividade física em melhorar a função do sistema cardiovascular e respiratório de forma direta e consequentemente tem sido observado uma melhora de sintomas em várias doenças crônicas como diabetes, doenças cardiovasculares, câncer, doenças isquêmicas, Doença de Alzheimer, depressão e outras; assim como o impacto da prática regular de uma atividade física em reduzir a mortalidade ou aumentar o tempo de sobrevida em portadores de algumas destas doenças crônicas.
1. ↑  VITAL, F. M. R. Fisioterapia em Oncologia: protocolos assistenciais. 1.ed. Rio de Janeiro: Atheneu, 2017
2. ↑  Naci H, Ioannidis JP. Comparative effectiveness of exercise and drug interventions on mortality outcomes: metaepidemiological study. Br J Sports Med. 2015 Nov;49(21):1414-22